# Walter Horton
För den amerikanske bluesmusikern se Big Walter Horton.
Walter Marshall Horton, född 1895, död 1966, var en amerikansk teolog.
Walter Horton prästvigdes för baptistkyrkan och blev efter studier vid amerikanska och europeiska universitet professor vid Oberlin College 1925. Bland hans många skrifter, i vilka han främst behandlade religionsfilosofiska problem, märks Contemporary English theology (1936), The significance of Swedenborg for contemporary theology (1938), Theology in transition (1943) och Our Christian faith (1945).